# Bernardo Guimarães
Bernardo Guimarães, pseudonimo di Bernardo Joaquim da Silva Guimarães (Ouro Preto, 15 agosto 1825 – Ouro Preto, 10 marzo 1884), è stato un romanziere brasiliano.

## Biografia

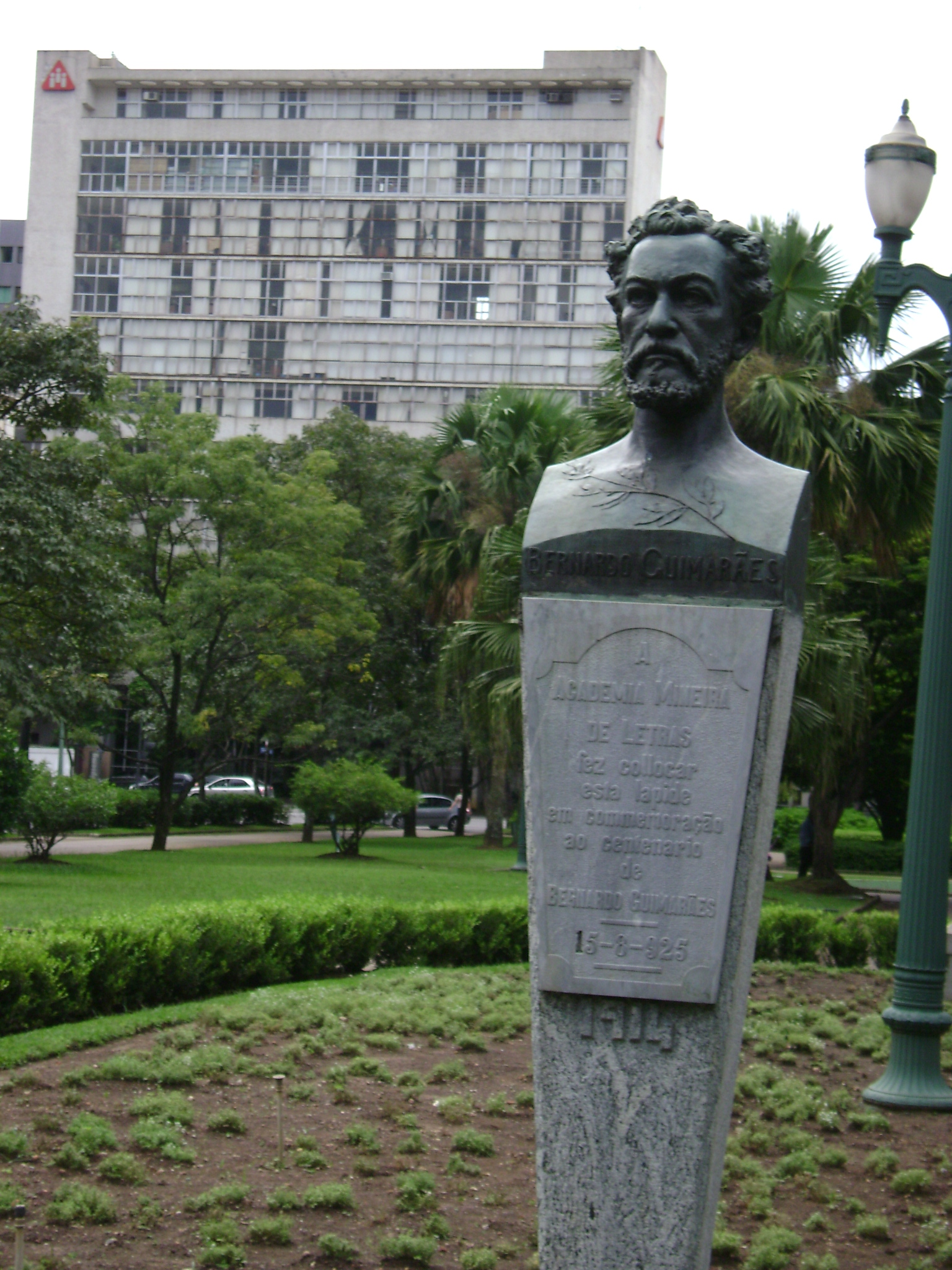
Statua di Bernardo Guimarães in Belo Horizonte.

Nacque a Ouro Preto, figlio del poeta João Joaquim da Silva Guimarães e di Constança Beatriz de Oliveira Guimarães, penultimo di otto fratelli.
Nel 1847 si laureò in diritto alla Università di San Paolo, dove conobbe e strinse amicizia con il poeta Álvares de Azevedo. Assieme a lui fondò, nello stesso anno, la "Sociedade Epicureia", e pubblicò un'antologia di poesie intitolata As Três Liras.
Nell'arco della sua esistenza svolse varie professioni, come quella di giornalista, di insegnante e di magistrato.
Nel 1859, durante la sua permanenza a Rio de Janeiro lavorò come critico letterario con il giornale Atualidade; dopo una breve parentesi nella magistratura a Catalão, insegnò retorica a Ouro Preto.
Dopo il suo matrimonio, avvenuto nel 1867, assunse la cattedra di latino e francese dapprima ad Ouro Preto e poi nelle città di Conselheiro Lafaiete e di Queluz nel Minas Gerais.
Ma egli divenne soprattutto celebre per essere stato l'ideatore del romanzo 'regionalista', che ancora oggi occupa un ruolo di primo piano nell'ambito della  letteratura brasiliana e per aver introdotto nell'ambito della poesia brasiliana il cosiddetto "verso bestialogico", chiamato anche pantagruelico, in riferimento all'opera di Rabelais.
Tramite il "verso bestialogico", basato su un gusto satirico e nonsense, scrisse vari poemi a sfondo erotico, come O Elixir do Pajé e A Origem do Mênstruo e consentì al poeta di divenire un precursore del Surrealismo.
La poetica del romanzo 'regionalista' era basata sul principio di ricavare dal popolo di una determinata regione l'unica vera fonte di ispirazione con una sintassi  libera da qualunque limitazione, ed un linguaggio, seppur semplice, impreziosito da gustose parole dialettali.
Il suo primo romanzo fu O ermitão de Muquem (1854), nel quale l'autore brillò particolarmente per l'esposizione degli scenari naturali, come il sertão.
Anche le opere successive, tra le quali si possono annoverare O Garimpeiro, O Seminarista, considerato dalla critica letteraria il suo capolavoro e incentrato sulla critica al celibato religioso, e O Índio Afonso, rispettarono questa ambientazione peculiare.
Nel romanzo La schiava Isaura manifestò simpatie per la campagna abolizionista, oltreché un certo impegno politico. Questo fu il suo lavoro che riscosse maggior successo: ne verrà tratta una telenovela omonima, che è a tutt'oggi il prodotto televisivo più esportato nel mondo.
Dal 1852 al 1883 diede alle stampe quattro volumi di poesie influenzati dal Romanticismo individualista di Álvares de Azevedo.

## Opere
- Cantos da Solidão ("Canto della solitudine" — 1852).
- O Ermitão de Muquém ("L'eremita di Muquém" — 1868).
- Lendas e Romances ("Leggende e romanzi" — 1871).
- O Garimpeiro ("Il cercatore d'oro" — 1872).
- Histórias da Província de Minas Gerais ("Storie della provincia di Minas Gerais" — 1872).
- O Seminarista ("Il seminarista" — 1872).
- O Índio Afonso ("Afonso l'indiano" — 1873).
- A Morte de Gonçalves Dias ("Morte di Gonçalves Dias" — 1873).
- La schiava Isaura — 1875.
- Novas Poesias ("Nuovi poemi" — 1876)
- Maurício, ou; Os Paulistas em São João Del-Rei ("Maurízio, o; il Paulista in São João Del-Rei" — 1877).
- A Ilha Maldita ("L'isola dannata" — 1879).
- O Pão de Ouro ("Il pane di Ouro" — 1879).
- Rosaura, a Enjeitada ("La dimenticata Rosaura" — 1883).
- Folhas de Outono ("Foglie d'autunno" — 1883).
- O Bandido do Rio das Mortes ("Il bandito del fiume della morte" — 1904, postumo).